# 주첸고사우루스

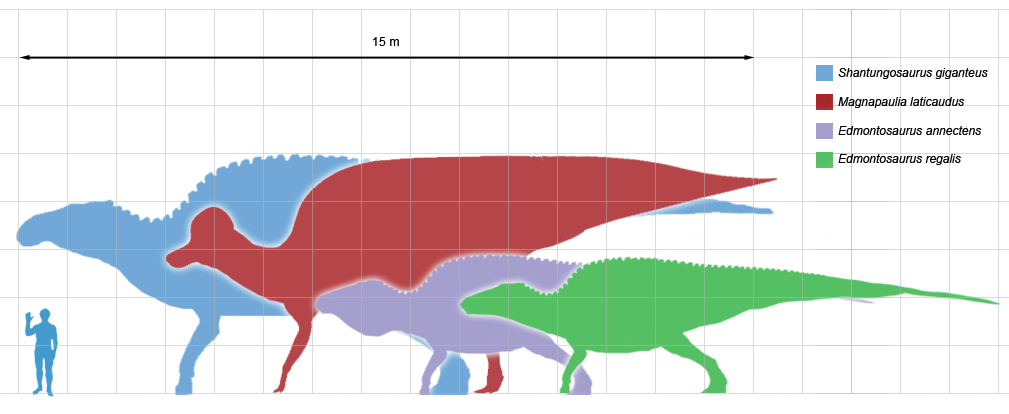

주첸고사우루스 또는 주첸고사우루스 막시무스(영어: Zhuchengosaurus maximus)는 백악기 말기에 생존했던 공룡이다. 중국 산둥성에서 화석이 발견되어 2007년 명명이 된 신종공룡이다. 두개골, 사지, 척추뼈를 비롯한 여러 개체가 한 번에 발견된 것으로 보아 무리 생활을 했을 가능성이 높다. 이로 추정한 크기는 하드로사우루스과 중에서 최대이며, 그 수치는 몸길이 16.6m, 키 9.1m, 무게 10t에 이르렀을 것으로 추산된다.